# Kossuth
Kossuth là bản giao hưởng thơ của nhà soạn nhạc người Hungary Béla Bartók. Tác phẩm này gồm 10 cảnh, nói về cuộc đời của chính trị gia, luật sư Lajos Kossuth. Bản giao hưởng thơ được Bartók sáng tác vào năm 1903, trình diễn lần đầu tiên tại thành phố Budapest vào năm 1904.